# Pantalla a color Joly
El proceso de color de Joly es uno de los primeros procedimientos de síntesis aditiva del color en la fotografía en color ideado por el físico de John Joly en 1894.

## Descripción
Basando su estudio en un método propuesto por Louis Ducos du Hauron en Les Couleurs en Photographie – Solution du Probleme del año 1869, en 1894, el profesor John Joly, de Dublín, patentó un procedimiento para producir una pantalla de líneas rojas, verdes y azul-violeta, trazándolas sobre una placa de vidrio recubierta de gelatina.
Joly utilizaba máquinas de trazado de gran precisión, con tiralíneas que se deslizaban por la placa produciendo líneas de menos de 0,1 mm (1/225 pulgadas) de ancho, en contacto unas con otras, pero sin superponerse, de manera similar al predecesor proceso de Paget .
Las tintas de color se obtenían mezclando tintes de anilina con goma. Después, las planchas rayadas se barnizaban una vez secas. Para hacer una fotografía, la plancha de trama se colocaba frente a frente con una placa fotográfica ortocromática en un soporte, con la pantalla hacia el objetivo. Era necesario utilizar un filtro amarillo sobre el objetivo de la cámara, para corregir la excesiva sensibilidad azul de la plancha. 
La placa expuesta se separaba de la pantalla y se revelaba. A continuación, se hacía una transparencia en blanco y negro sobre una placa adecuada, y este positivo se encuadernaba con otra pantalla de líneas, registrándose ambas muy cuidadosamente para que el elemento de color correcto estuviera detrás de cada línea de la imagen.
El proceso Joly se introdujo comercialmente en 1895, y fue el primer proceso aditivo de serigrafía que apareció en el mercado. Estuvo disponible durante algunos años, pero la inadecuada sensibilidad cromática de las planchas negativas entonces disponibles limitó su utilidad.
La Biblioteca Nacional de Irlanda conserva una gran colección de diapositivas en color de John Joly, principalmente de temas botánicos.